# Rathaus Galerie Essen
De Rathaus Galerie Essen (van 1979 tot 2010 City Center Essen genoemd) is een winkelcentrum in de binnenstad van Essen in de directe omgeving van het stadhuis. Het is gelegen aan de Porscheplatz en werd geopend in 1979. 

## Geschiedenis
Voor de oorlog was ter hoogte van de Porscheplatz, de straat Schwarze Poth. Hier was van 1944 tot maart 1945 het concentratiekamp Schwarze Poth was, waar gevangenen in een kelder in de nabijheid van restaurant Grinzig werden ondergebracht zonder voldoende voedsel. Ze moesten bommen onschadelijk maken en puin ruimen. 
In de naoorlogse periode werd hier een bus- en tramstation opgericht, dat te zien was vanaf de Porschekanzel, beginnend bij de Kettwiger Strasse, tot aan de oude synagoge. Deze voormalige Porscheplatz werd in eerste instantie overbouwd met de westelijke parkeergarage van het winkelcentrum, waarboven de winkelpassage werd gebouwd. Tot de naam in december 2009 werd veranderd in metrostation Rathaus Essen, herinnerde de oude naam van met metro en busstation nog aan de Porscheplatz. 
De bouwvergunning voor de brugconstructie, over de Porscheplatz, waarop het winkelcentrum is gebouwd werd verleend op 27 februari 1978. De brug was bedoeld om het stadhuis te verbinden met het stadscentrum.  
Op 22 maart 1978 werd de eerste steen gelegd voor de bouw van het winkelcentrum. Het centrum werd op 17 november 1979 geopend, kort na de opening van het stadhuis. Het had destijds een oppervlakte van 26.0000m² en telde 52 winkels. Het bouwmanagement werd uitgevoerd door Group Shopping Service BV Amsterdam. Ten tijde van de opening was het winkelcentrum City Centre Essen genaamd. 
Het centrum wisselde voor de eerste keer van eigenaar in februari 1982 bij de verkoop aan Boden-Wert Grundstücksvermietungsgesellschaft & Co, Object Einkaufszentrum Essen. Daarna werd het opnieuw verkocht in maart 1990 aan de Britse vastgoedonderneming Hammerson. 
In de nacht van 2 juni 1983 ontstond brand door elektrische kortsluiting in een winkel,  waarbij twaalf winkels volledig afbranden en twintig andere schade opliepen. De schade werd becijferd op 20 miljoen D-mark.  
In 1993 begon de eerste van twee grote renovatiefasen. Het winkelcentrum groeide uit tot de huidige omvang van 30.000m² en werd uitgebreid met 28 nieuwe winkels. Bij de renovatie werd het grijze beton vervangen door glas en werden lichtstraten aangebracht over de winkelstraten. De renovatiekosten bedroegen 90 miljoen D-mark.  
In 2004 werd het object opnieuw verkocht. Ditmaal aan Credit Suisse Asset Management Immobilien Kapitalanlagegesellschaft 

### Verbouwing tot de Rathaus Galerie
Begin april 2008 is de verbouwing naar de huidige Rathaus Galerie begonnen. Het doel hierbij was om de verblijfsduur van bezoekers te verlengen door en een beleving van te maken.  
Hiervoor is een nieuwe entree gebouwd, waarin de twee voormalige winkelcentra zijn samengevoegd. Voor de bouw van dit nieuwe entreegebied zijn er meer dan 320 ton staal gebruikt en werd een imposante glazen gevel geïnstalleerd, die van achteren wordt om uit te nodigen tot een bezoek aan het winkelcentrum. Het centrum kreeg nieuwe vloeren en gemoderniseerde toegangen tot de parkeergarage en haltes van het openbaar vervoer. 

Het hele terrein voor het stadhuis werd van een as bedekt met een glazen dak voorzien om ruimte te bieden aan evenementen. Zo werd de voormalige zijingang van het stadhuis de nieuwe officiële hoofdingang. Deze zijingang was in de praktijk al als zodanig in gebruik omdat de eigenlijke hoofdingang aan de zuidoostelijke hoek van het gebouw nauwelijks kon worden gebruikt vanwege de meestal harde wind. 

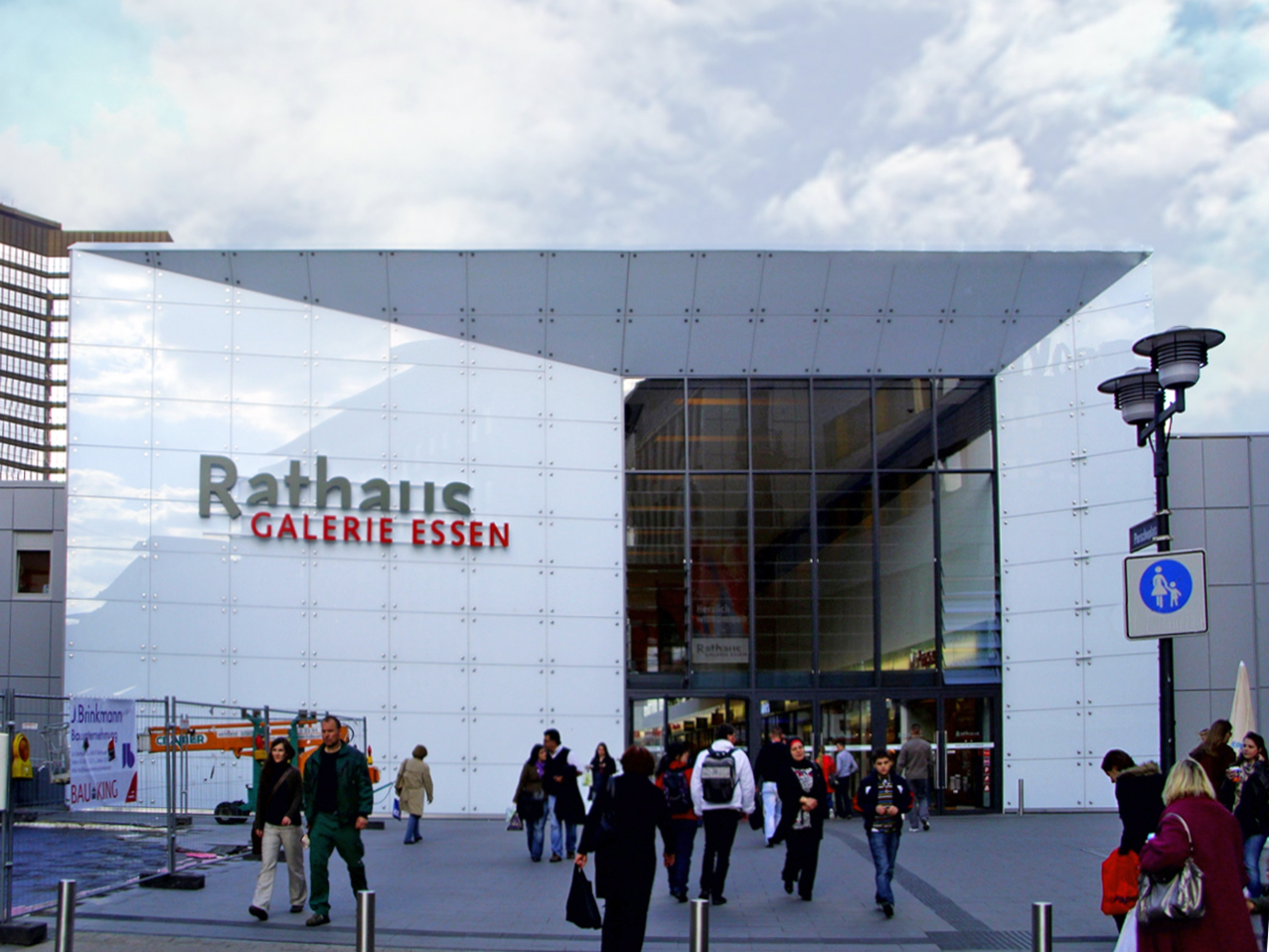
Oostelijke ingang vanaf de preekstoel van Porsche
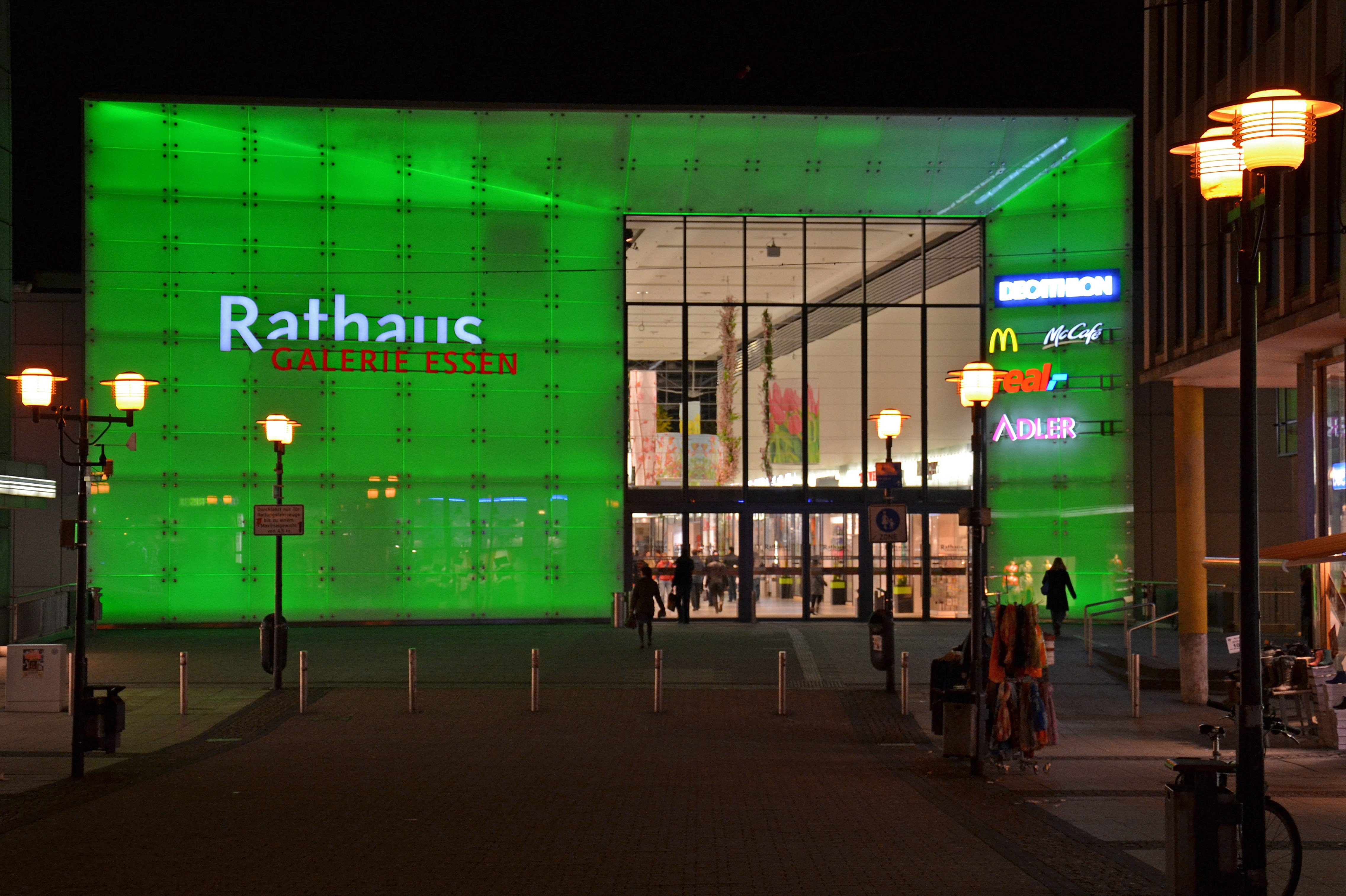
Entree in de avond
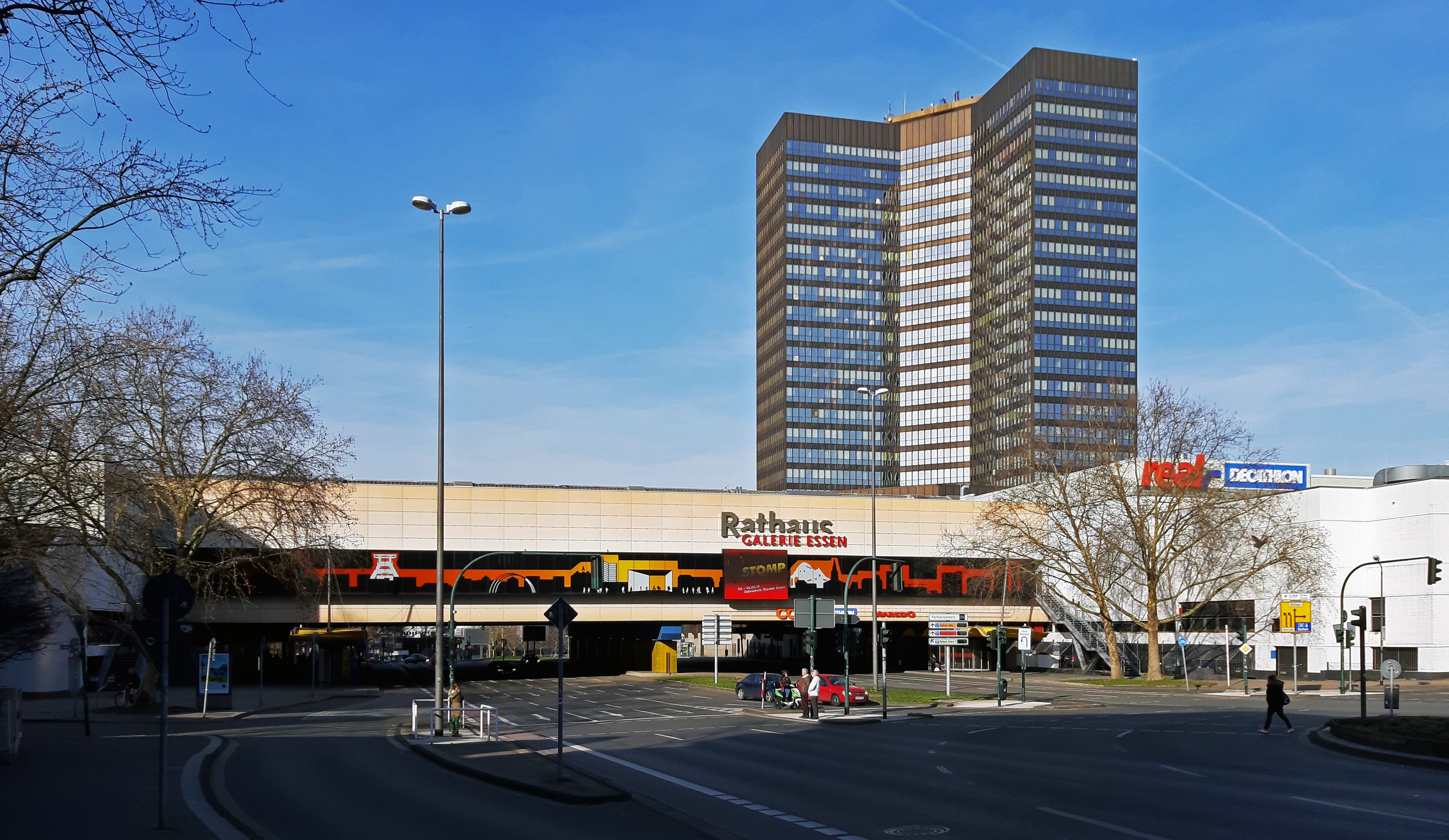
Uitzicht op het zuiden vanaf de Schützenbahn
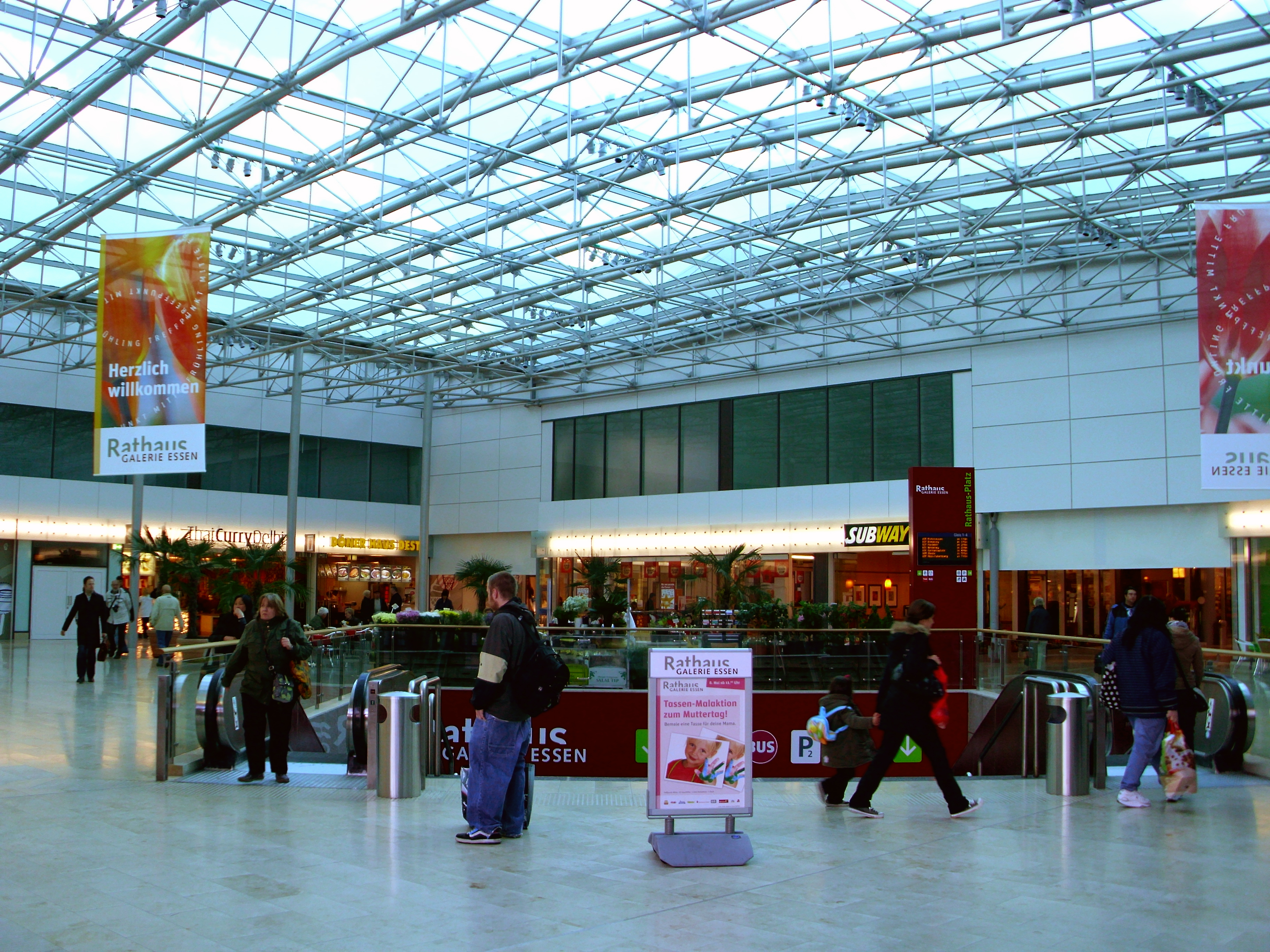
Uitzicht vanaf het stadhuis op het voorplein van het stadhuis met een glazen dak
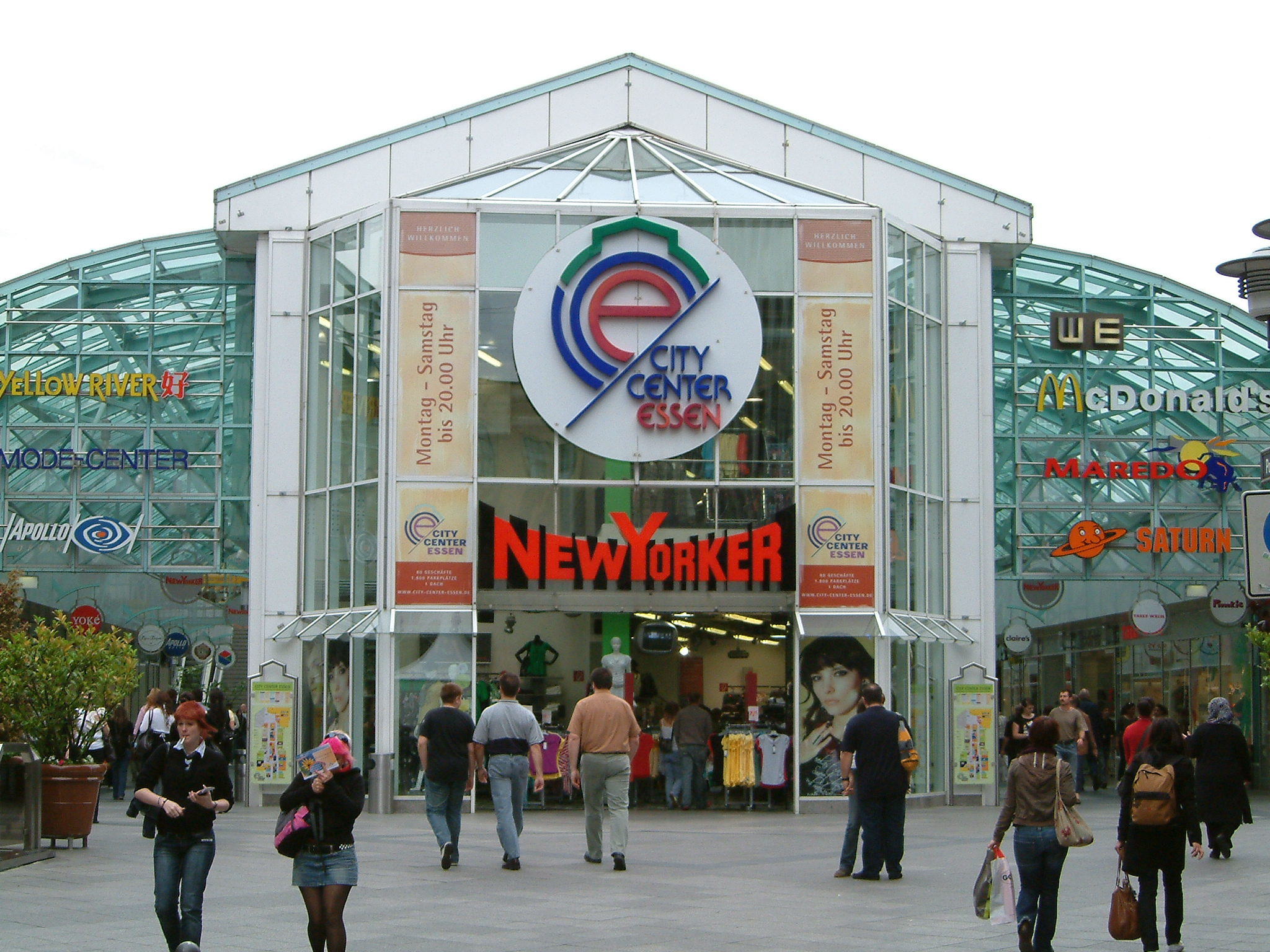
Ingang vanaf de Porschekanzel naar het toenmalige City Center Essen (2007)

 Op 25 maart 2010 werd de nieuwe Rathaus Galerie officieel geopend. De openingstoespraak werd gehouden door burgemeester Reinhard Paß, vergezeld van groetwoorden van de vice-president van de eigenaar van het centrum, Credit Suisse, Wolfgang Dorn. Daarna volgde festiviteiten in het winkelcentrum en een afsluiting met een vuurwerk. 

### Eigenaarswissel 2019
In de zomer van 2019 werd investeerder Henderson Park samen met de Hanseatische Betreuungs- und Beteiligungsgesellschaft mbH (HBB) de nieuwe eigenaar van de centrum met een verhuurbare oppervlakte van 31.000m². Het aantal bezoekers bedroeg toen zo'n 10 miljoen per jaar. Een nieuwe renovatie is gepland.